# Olympische Winterspiele 2010/Biathlon
Bei den XXI. Olympischen Winterspielen 2010 in Vancouver fanden zehn Wettbewerbe im Biathlon statt. Austragungsort war der Whistler Olympic Park im Callaghan Valley, etwa 15 km westlich von Whistler und 125 km nördlich von Vancouver, auf einer Höhe von 850 bis 910 Metern.

## Wettbewerbe
Das Wettbewerbsangebot war identisch mit dem der vorangegangenen Spiele in San Sicario. Mit Sprint, Verfolgung, Einzelwettkampf, Massenstart und Staffel gab es je fünf Disziplinen für Frauen und Männer.
Aus dem Weltmeisterschaftsprogramm fehlte noch die Mixed-Staffel, die bei den kommenden Spielen in Sotschi olympisch wurde.

## Doping
Bei diesen Spielen gab es einen Dopingfall, von dem mit Sprint, Verfolgung, Massenstart und Frauenstaffel vier Disziplinen betroffen waren. Es ging dabei allerdings nicht um Medaillen, sondern um Platzierungen der Ränge zwischen fünf und neun.

Gedopt war die slowenische Athletin Teja Gregorin. Mittels A- und B-Probe ihres Dopingtests wurde das Wachstumshormon GHRP-2-M2 in ihrem Blut nachgewiesen. Alle Resultate, an deren Zustandekommen die Sportlerin beteiligt war, wurden vom IOC annulliert.

## Bilanz

### Medaillenspiegel
| Platz  | Land        | Gold | Silber | Bronze | Gesamt |
| ------ | ----------- | ---- | ------ | ------ | ------ |
| 1      | Norwegen    | 3    | 2      | –      | 5      |
| 2      | Deutschland | 2    | 1      | 2      | 5      |
| 3      | Russland    | 2    | 1      | 1      | 4      |
| 4      | Frankreich  | 1    | 2      | 3      | 6      |
| 5      | Slowakei    | 1    | 1      | 1      | 3      |
| 6      | Schweden    | 1    | –      | –      | 1      |
| 7      | Österreich  | –    | 2      | –      | 2      |
| 8      | Belarus     | –    | 1      | 1      | 2      |
| 9      | Kasachstan  | –    | 1      | –      | 1      |
| 10     | Kroatien    | –    | –      | 1      | 1      |
| Gesamt | Gesamt      | 10   | 11     | 9      | 30     |

### Medaillengewinner
Männer
| Disziplin          | Gold                                                                        | Silber                                                                       | Bronze             |
| ------------------ | --------------------------------------------------------------------------- | ---------------------------------------------------------------------------- | ------------------ |
| 10 km Sprint       | Vincent Jay (FRA)                                                           | Emil Hegle Svendsen (NOR)                                                    | Jakov Fak (CRO)    |
| 12,5 km Verfolgung | Björn Ferry (SWE)                                                           | Christoph Sumann (AUT)                                                       | Vincent Jay (FRA)  |
| 15 km Massenstart  | vakant                                                                      | Martin Fourcade (FRA)                                                        | Pavol Hurajt (SVK) |
| 20 km Einzel       | Emil Hegle Svendsen (NOR)                                                   | Ole Einar Bjørndalen (NOR) Sjarhej Nowikau (BLR)                             | –                  |
| 4 × 7,5 km Staffel | NorwegenHalvard Hanevold Tarjei Bø Emil Hegle Svendsen Ole Einar Bjørndalen | ÖsterreichSimon Eder Daniel Mesotitsch Dominik Landertinger Christoph Sumann | vakant             |

Frauen
| Disziplin           | Gold                                                                       | Silber                                                                  | Bronze                                                             |
| ------------------- | -------------------------------------------------------------------------- | ----------------------------------------------------------------------- | ------------------------------------------------------------------ |
| 7,5 km Sprint       | Anastasiya Kuzmina (SVK)                                                   | Magdalena Neuner (GER)                                                  | Marie Dorin (FRA)                                                  |
| 10 km Verfolgung    | Magdalena Neuner (GER)                                                     | Anastasiya Kuzmina (SVK)                                                | Marie-Laure Brunet (FRA)                                           |
| 12,5 km Massenstart | Magdalena Neuner (GER)                                                     | Olga Saizewa (RUS)                                                      | Simone Hauswald (GER)                                              |
| 15 km Einzel        | Tora Berger (NOR)                                                          | Jelena Chrustaljowa (KAZ)                                               | Darja Domratschawa (BLR)                                           |
| 4 × 6 km Staffel    | RusslandSwetlana Slepzowa Anna Bogali-Titowez Olga Medwedzewa Olga Saizewa | FrankreichMarie-Laure Brunet Sylvie Becaert Marie Dorin Sandrine Bailly | DeutschlandKati Wilhelm Simone Hauswald Martina Beck Andrea Henkel |

## Ergebnisse Männer

### Sprint 10 km
| Platz | Land | Sportler                | Zeit (min) | Fehler  |
| ----- | ---- | ----------------------- | ---------- | ------- |
| 01    | FRA  | Vincent Jay             | 24:07,8    | 0 (0+0) |
| 02    | NOR  | Emil Hegle Svendsen     | 24:20,0    | 1 (1+0) |
| 03    | CRO  | Jakov Fak               | 24:21,8    | 0 (0+0) |
| 04    | SLO  | Klemen Bauer            | 24:25,2    | 1 (0+1) |
| 05    | UKR  | Andrij Derysemlja       | 24:48,5    | 2 (2+0) |
| 06    | CAN  | Jean-Philippe Leguellec | 24:57,6    | 1 (0+1) |
| 07    | SVK  | Pavol Hurajt            | 25:15,0    | 1 (0+1) |
| 08    | SWE  | Björn Ferry             | 25:20,2    | 0 (0+1) |
| 09    | USA  | Jeremy Teela            | 25:21,7    | 2 (1+1) |
| 10    | RUS  | Iwan Tscheresow         | 25:25,9    | 2 (1+1) |
| …     |      |                         |            |         |

Datum: 14. Februar 2010, 11:15 Uhr

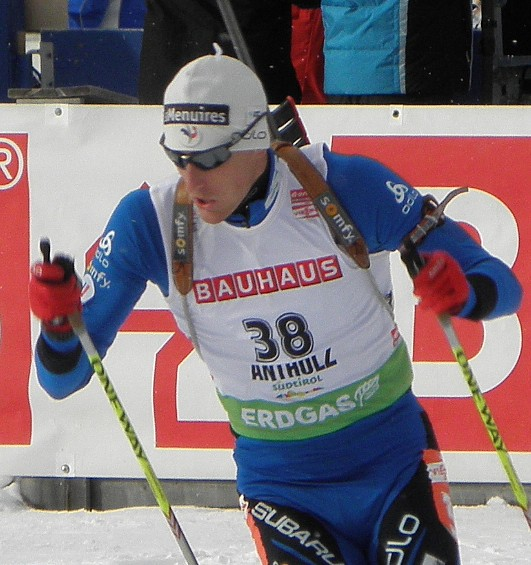
Sprintsieger Vincent Jay

Totalanstieg: 121 m, Maximalanstieg: 34 m, Höhenunterschied: 41 m
88 Teilnehmer aus 32 Ländern, davon 87 in der Wertung
Olympiasieger 2006:  Sven Fischer

Weltmeister 2009:  Ole Einar Bjørndalen
Die maximale Starteranzahl pro Land betrug vier und wurde von achtzehn Ländern ausgenutzt. Alle unter dieser Vorgabe gemeldeten 88 Athleten durften direkt am Wettkampf teilnehmen, es gab keine Vorqualifikation. Die ersten zehn des Gesamtweltcups hatten die Möglichkeit, ihre Startgruppe frei zu wählen. Da jede dieser Startgruppen jedoch mehr als dreißig Läufer umfasste und die Startnummern innerhalb der Gruppen ausgelost wurden, spielte der Zufall bei der ermittelten Reihenfolge dennoch eine große Rolle. Wettervorhersagen prognostizierten vor dem Wettkampf schlechte Bedingungen wie sie schon zum Ende des Frauenwettkampfs aufgetreten waren. Der Deutsche Arnd Peiffer entschied sich für die zweite Phase. Dies begründete er damit, dass vor dem Rennen leichter Schneefall zu Beginn vorhergesagt war. So habe er sich gedacht, dass es besser sei, gegen Mitte des Wettkampfes loszulaufen.
Tatsächlich waren die Wetterbedingungen anfangs in Ordnung, wovon die ersten zehn Starter profitieren konnten. Dann begann es zu schneien, wodurch die Strecke deutlich langsamer wurde. Im Endklassement waren schließlich die sechs besten Athleten allesamt früh – mit den ersten zehn Startnummern – ins Rennen gegangen. Mit dem Norweger Emil Hegle Svendsen sowie dem Österreicher Christoph Sumann befanden sich darunter jedoch nur zwei als Favoriten gehandelte Athleten. Die restlichen als stark eingeschätzten Konkurrenten blieben chancenlos: Ole Einar Bjørndalen schoss vier Fehler und wurde Siebzehnter, der Gesamtweltcupführende Simon Fourcade verpasste als 71. sogar die Qualifikation für die Verfolgung. Überraschungssieger wurde Vincent Jay mit Startnummer sechs, der ein Jahr zuvor bei den Testwettkämpfen auf der olympischen Strecke im Einzel gewonnen hatte. Zu seinem Olympiasieg meinte Jay: „Das Wetter war heute sehr gut zu mir.“ Die Silbermedaille gewann Svendsen, der als Zehnter ebenfalls noch recht gute Bedingungen vorgefunden hatte; auch er sah darin einen großen Vorteil. Die erste Olympiamedaille in Vancouver für Kroatien gewann Jakov Fak, der den Tag als den schönsten seines Lebens bezeichnete. Schon vor dem Rennen habe er gesagt, dass er zufrieden sei, wenn seine Leistung ähnlich der im Training sei. Er hoffe, er habe mit dieser Medaille Kroatien erfreut.
Chancenlos blieben die zuvor ebenfalls zumindest als Mitfavoriten eingeschätzten Österreicher und Deutschen. Während Sumann als Siebtgestarteter zwar eine gute Ausgangsposition hatte, diese aber mit zwei Fehlschüssen beim ersten Schießen vergab, absolvierte Simon Eder mit der hohen Startnummer 42 ein fehlerfreies Rennen und wurde Elfter. „Ich habe einen Nuller im Schießen gebraucht und den habe ich auch geschafft, darauf bin ich stolz. Mit einer niedrigen Startnummer hätte es Top fünf oder sogar eine Medaille werden können,“ sagte Eder nach dem Wettkampf. Wie sein Vater, der österreichische Cheftrainer Alfred Eder, war auch er mit den Bedingungen unzufrieden und bezeichnete sie als Lotterie. Auch die Deutschen konnten aufgrund hoher Startnummern nicht wie erwartet um die besten zehn Ränge mitlaufen. Der dreifache Olympiasieger von Turin Michael Greis schoss drei Fehler, wurde 21. und ärgerte sich: „Es hat nicht sollen sein, es war ein ganz schlechter Tag.“ Bester Deutscher wurde Christoph Stephan, der mit einem Fehler den neunzehnten Rang belegte und im Nachhinein erklärte, er habe schon am Start gewusst, dass an dem Tag nichts ginge. Der deutsche Bundestrainer Frank Ullrich bezeichnete die Bedingungen als irregulär. Bei den Schweizern überzeugte der fehlerfrei gebliebene Thomas Frei auf Rang dreizehn.

### Verfolgung 12,5 km
| Platz | Land | Sportler             | Zeit (min) | Fehler      |
| ----- | ---- | -------------------- | ---------- | ----------- |
| 01    | SWE  | Björn Ferry          | 33:38,4    | 1 (0+0+0+1) |
| 02    | AUT  | Christoph Sumann     | 33:54,9    | 2 (0+0+1+1) |
| 03    | FRA  | Vincent Jay          | 34:06,6    | 2 (0+0+1+1) |
| 04    | AUT  | Simon Eder           | 34:09,4    | 3 (0+0+2+1) |
| 05    | GER  | Michael Greis        | 34:29,6    | 1 (0+0+0+1) |
| 06    | RUS  | Iwan Tscheresow      | 34:29,6    | 2 (1+0+1+0) |
| 07    | NOR  | Ole Einar Bjørndalen | 34:29,8    | 2 (0+0+0+2) |
| 08    | NOR  | Emil Hegle Svendsen  | 34:30,4    | 4 (0+1+2+1) |
| 09    | SLO  | Klemen Bauer         | 34:33,8    | 5 (1+0+2+2) |
| 10    | UKR  | Serhij Sednjew       | 34:50,0    | 0 (0+0+0+0) |
|       |      |                      |            |             |
| 12    | SUI  | Thomas Frei          | 34:56,4    | 1 (0+1+0+0) |
| 13    | GER  | Andreas Birnbacher   | 35:03,4    | 2 (1+0+1+0) |
| 14    | AUT  | Dominik Landertinger | 35:06,7    | 3 (1+0+1+1) |
|       |      |                      |            |             |
| 28    | SUI  | Matthias Simmen      | 35:55,0    | 3 (3+0+0+0) |
|       |      |                      |            |             |
| 30    | GER  | Christoph Stephan    | 36:02,3    | 4 (1+0+1+2) |
|       |      |                      |            |             |
| 37    | GER  | Arnd Peiffer         | 36:44,9    | 4 (0+0+1+3) |
|       |      |                      |            |             |
| 41    | AUT  | Daniel Mesotitsch    | 36:56,0    | 4 (0+0+3+1) |
|       |      |                      |            |             |
| 43    | SUI  | Simon Hallenbarter   | 37:07,9    | 6 (1+2+1+2) |
| …     |      |                      |            |             |

Datum: 16. Februar 2010, 12:45 Uhr

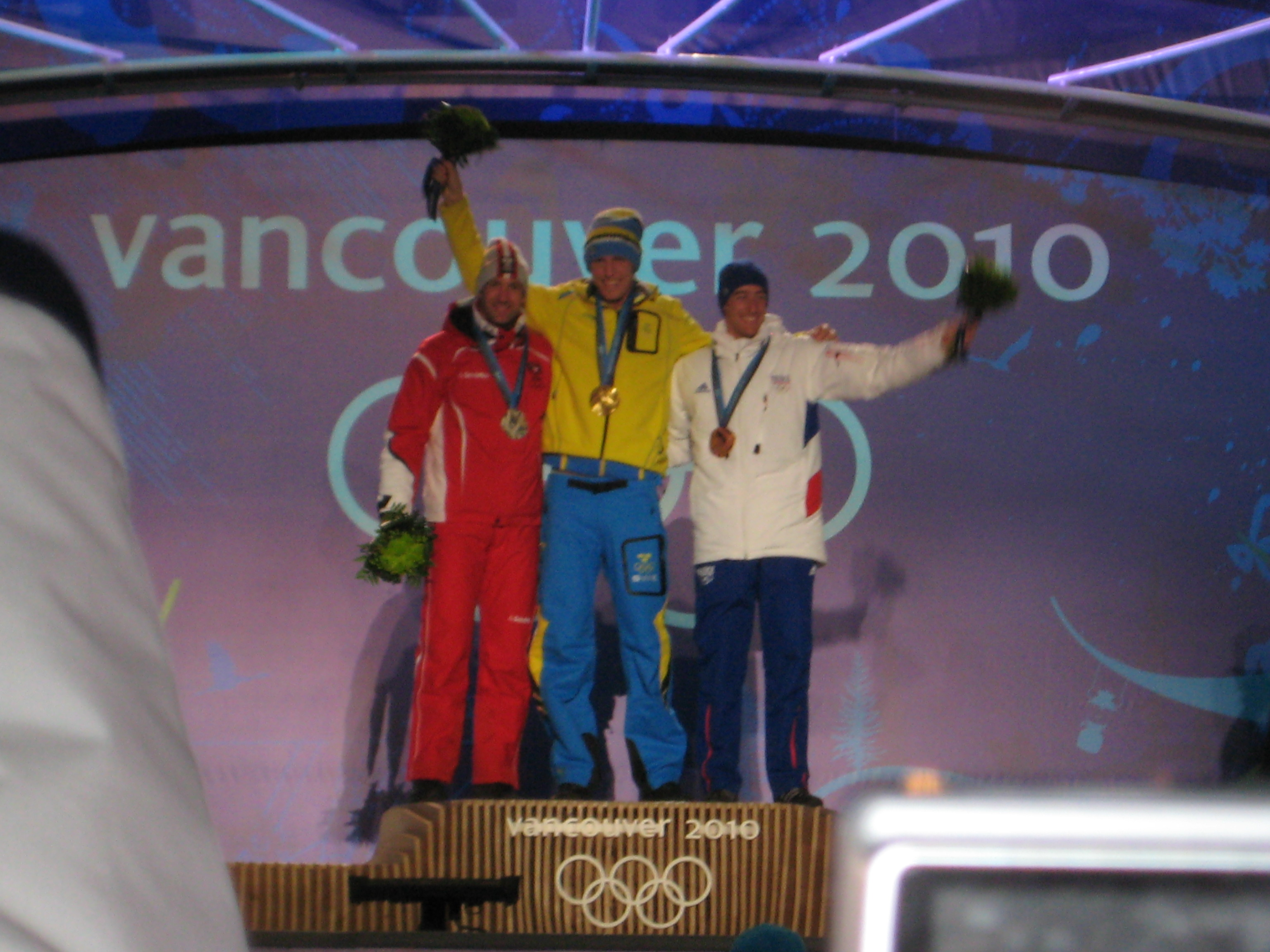
Die Medaillengewinner der Verfolgung bei der Siegerehrung (v. l. n. r.):
Christoph Sumann, Björn Ferry, Vincent Jay

Totalanstieg: 420 m, Maximalanstieg: 25 m, Höhenunterschied: 27 m
60 Teilnehmer aus 24 Ländern, davon 59 in der Wertung
Olympiasieger 2006:  Vincent Defrasne

Weltmeister 2009:  Ole Einar Bjørndalen

### Einzel 20 km
| Platz | Land | Sportler             | Zeit (min) | Fehler      |
| ----- | ---- | -------------------- | ---------- | ----------- |
| 01    | NOR  | Emil Hegle Svendsen  | 48:22,5    | 1 (0+0+0+1) |
| 02    | NOR  | Ole Einar Bjørndalen | 48:32,0    | 2 (0+1+0+1) |
| 02    | BLR  | Sergey Novikov       | 48:32,0    | 0 (0+0+0+0) |
| 04    | RUS  | Jewgeni Ustjugow     | 49:11,8    | 1 (0+0+0+1) |
| 05    | SVK  | Pavol Hurajt         | 49:39,0    | 1 (0+0+1+0) |
| 06    | AUT  | Simon Eder           | 49:41,7    | 2 (1+1+0+0) |
| 07    | POL  | Tomasz Sikora        | 49:43,8    | 2 (1+1+0+0) |
| 08    | AUT  | Christoph Sumann     | 50:04,9    | 3 (0+2+0+1) |
| 09    | AUT  | Daniel Mesotitsch    | 50:32,0    | 2 (0+1+0+1) |
| 10    | GER  | Michael Greis        | 50:37,6    | 2 (0+2+0+0) |
|       |      |                      |            |             |
| 12    | GER  | Andreas Birnbacher   | 50:43,5    | 2 (2+0+0+0) |
|       |      |                      |            |             |
| 016   | SUI  | Thomas Frei          | 51:03,4    | 2 (1+0+0+1) |
|       |      |                      |            |             |
| 023   | AUT  | Dominik Landertinger | 52:00,8    | 4 (0+2+1+1) |
| 024   | GER  | Alexander Wolf       | 52:09,0    | 2 (1+0+0+1) |
|       |      |                      |            |             |
| 029   | GER  | Christoph Stephan    | 52:33,4    | 3 (1+0+0+2) |
|       |      |                      |            |             |
| 039   | SUI  | Matthias Simmen      | 53:05,7    | 4 (1+1+2+0) |
|       |      |                      |            |             |
| 43    | SUI  | Simon Hallenbarter   | 53:18,4    | 5 (1+0+1+3) |
|       |      |                      |            |             |
| 055   | SUI  | Benjamin Weger       | 54:20,3    | 5 (1+1+2+1) |
| …     |      |                      |            |             |

Datum: 18. Februar 2010, 13:20 Uhr

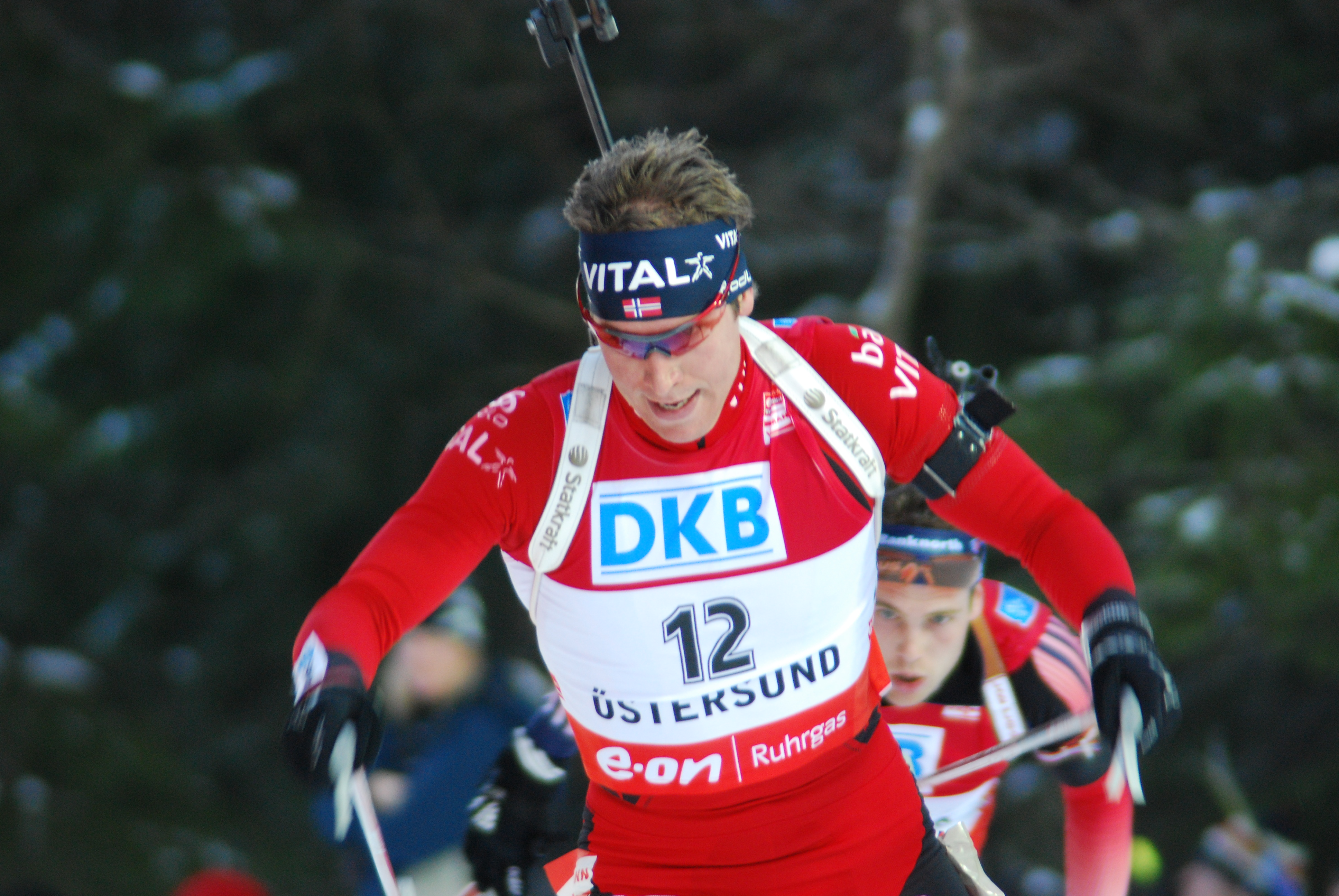
Emil Hegle Svendsen – Gold im Einzelwettkampf und mit der Staffel, dazu noch Silber im Sprint

Totalanstieg: 675 m, Maximalanstieg: 33 m, Höhenunterschied: 41 m
88 Teilnehmer aus 32 Ländern, alle in der Wertung
Olympiasieger 2006:  Michael Greis

Weltmeister 2009:  Ole Einar Bjørndalen

### Massenstart 15 km
| Platz | Land | Sportler             | Zeit (min) | Fehler      |
| ----- | ---- | -------------------- | ---------- | ----------- |
| 01    |      | vakant               |            |             |
| 02    | FRA  | Martin Fourcade      | 35:46,2    | 3 (2+0+0+1) |
| 03    | SVK  | Pavol Hurajt         | 35:52,3    | 0 (0+0+0+0) |
| 04    | AUT  | Christoph Sumann     | 36:01,6    | 1 (0+1+0+0) |
| 05    | AUT  | Daniel Mesotitsch    | 36:05,9    | 3 (0+1+0+2) |
| 06    | RUS  | Iwan Tscheresow      | 36:09,2    | 3 (0+2+0+1) |
| 07    | AUT  | Dominik Landertinger | 36:09,7    | 4 (1+0+1+2) |
| 08    | FRA  | Vincent Jay          | 36:10,3    | 1 (0+0+0+1) |
| 09    | CRO  | Jakov Fak            | 36:10,5    | 3 (1+0+1+1) |
| 10    | GER  | Michael Greis        | 36:10,7    | 3 (0+0+1+2) |
|       |      |                      |            |             |
| 015   | GER  | Andreas Birnbacher   | 36:30,2    | 3 (0+1+2+0) |
|       |      |                      |            |             |
| 017   | GER  | Arnd Peiffer         | 36:44,5    | 2 (0+0+2+0) |
|       |      |                      |            |             |
| 023   | GER  | Christoph Stephan    | 37:11,4    | 4 (0+1+1+2) |
| 024   | CHE  | Thomas Frei          | 37:12,9    | 2 (0+1+1+0) |
| 025   | AUT  | Simon Eder           | 37:27,7    | 4 (0+0+2+2) |
| …     |      |                      |            |             |

Datum: 21. Februar 2010, 11:00 Uhr

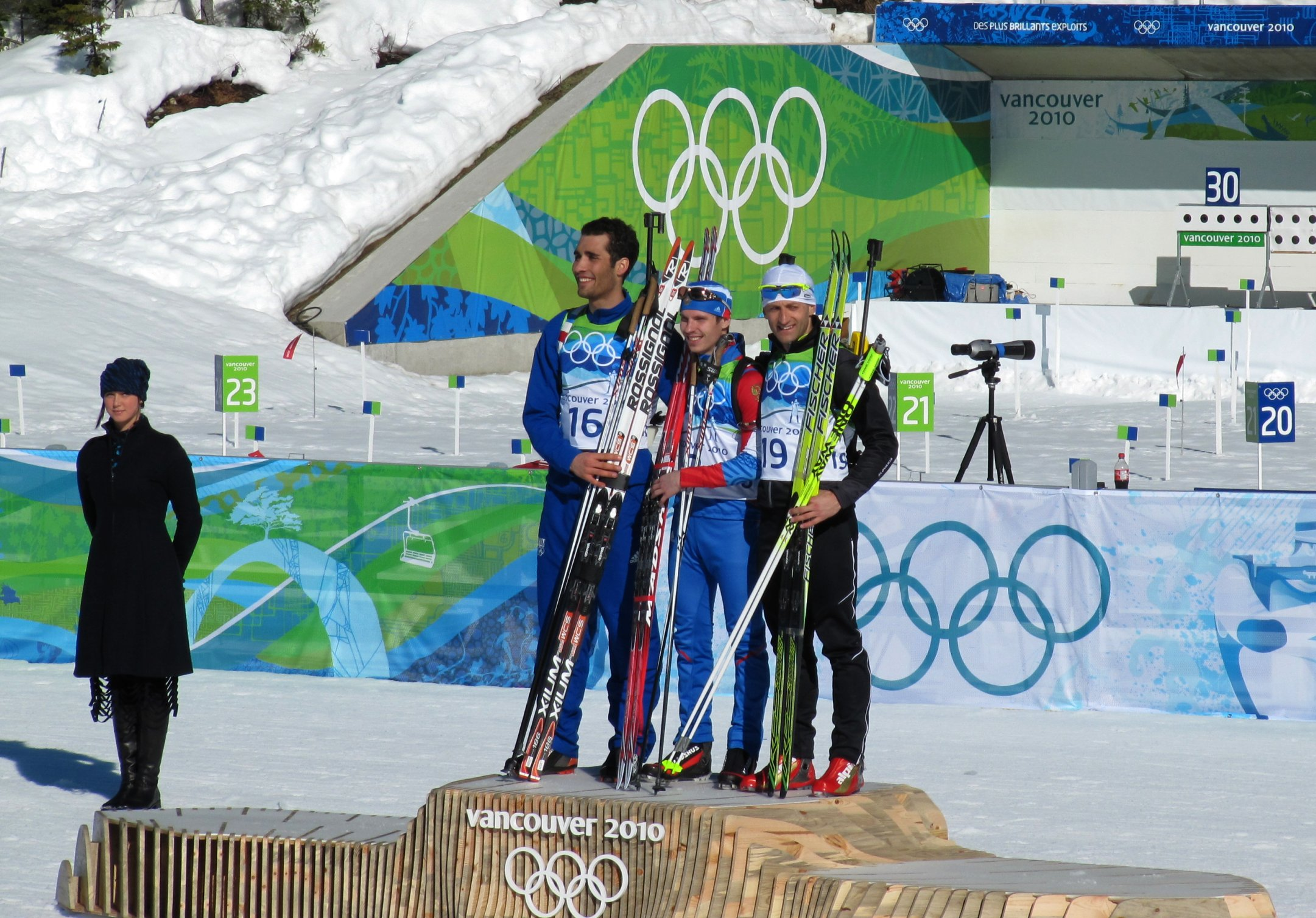
Die Sieger des Massenstarts auf dem Podest (v. l. n. r.):
Martin Fourcade, Jewgeni Ustjugow, Pavol Hurajt

Totalanstieg: 535 m, Maximalanstieg: 40 m, Höhenunterschied: 41 m
30 Teilnehmer aus 16 Ländern, alle in der Wertung
Olympiasieger 2006:  Michael Greis

Weltmeister 2009:  Dominik Landertinger

### Staffel 4 × 7,5 km
| Platz | Land Sportler                                                                                       | Zeit (h)  | Strafrunden + Nachlader                 |
| ----- | --------------------------------------------------------------------------------------------------- | --------- | --------------------------------------- |
| 01    | Norwegen 0000Halvard Hanevold 0000Tarjei Bø 0000Emil Hegle Svendsen 0000Ole Einar Bjørndalen        | 1:21:38,1 | 0+5 0+2 0+1 0+0 0+1 0+1 0+2 0+0         |
| 02    | Österreich 0000Simon Eder 0000Daniel Mesotitsch 0000Dominik Landertinger 0000Christoph Sumann       | 1:22:16,7 | 1+4 0+2 0+0 0+1 0+2 0+1 0+1 0+0 1+3 0+0 |
| 03    | Russland 0000Iwan Tscheresow 0000Anton Schipulin 0000Maxim Tschudow 0000Jewgeni Ustjugow            | 1:22:16,9 | 0+0 0+4 0+0 0+1 0+0 0+0 0+0 0+3         |
| 04    | Schweden 0000Fredrik Lindström 0000Carl Johan Bergman 0000Mattias Nilsson 0000Björn Ferry           | 1:23:02,0 | 0+3 1+7 0+1 0+0 0+1 0+3 0+0 1+3 0+1 0+1 |
| 05    | Deutschland 0000Simon Schempp 0000Andreas Birnbacher 0000Arnd Peiffer 0000Michael Greis             | 1:23:16,0 | 0+0 2+7 0+0 0+1 0+0 2+3 0+0 0+3 0+0 0+0 |
| 06    | Frankreich 0000Vincent Jay 0000Vincent Defrasne 0000Simon Fourcade 0000Martin Fourcade              | 1:23:16,2 | 0+3 1+4 0+2 0+1 0+1 1+3 0+0 0+0         |
| 07    | Tschechien 0000Jaroslav Soukup 0000Zdeněk Vítek 0000Roman Dostál 0000Michal Šlesingr                | 1:23:55,2 | 0+3 0+6 0+0 0+1 0+1 0+1 0+2 0+2 0+0 0+2 |
| 08    | Ukraine 0000Oleksandr Bilanenko 0000Andrij Derysemlja 0000Wjatscheslaw Derkatsch 0000Serhij Sednjew | 1:24:25,1 | 0+1 0+3 0+0 0+1 0+1 0+1 0+0 0+0 0+0 0+1 |
| 09    | Schweiz 0000Thomas Frei 0000Matthias Simmen 0000Benjamin Weger 0000Simon Hallenbarter               | 1:24:36,8 | 0+2 0+7 0+0 0+1 0+2 0+3 0+0 0+2 0+0 0+1 |
| 10    | Kanada 0000Robin Clegg 0000Marc-André Bédard 0000Brendan Green 0000Jean-Philippe Leguellec          | 1:24:50,7 | 0+3 0+4 0+0 0+1 0+1 0+1 0+2 0+1 0+0 0+1 |
| …     | |           |                                         |

Datum: 26. Februar 2010, 11:30 Uhr
Totalanstieg: 4 × 252 m, Maximalanstieg: 25 m, Höhenunterschied: 27 m
19 Staffeln am Start, alle in der Wertung
Olympiasieger 2006:  GER Ricco Groß, Michael Rösch, Sven Fischer, Michael Greis

Weltmeister 2009:  NOR Emil Hegle Svendsen, Lars Berger, Halvard Hanevold, Ole Einar Bjørndalen

## Ergebnisse Frauen

### Sprint 7,5 km
| Platz | Land | Sportlerin           | Zeit (min) | Fehler  |
| ----- | ---- | -------------------- | ---------- | ------- |
| 01    | SVK  | Anastasiya Kuzmina   | 19:55,6    | 1 (1+0) |
| 02    | GER  | Magdalena Neuner     | 19:57,1    | 1 (0+1) |
| 03    | FRA  | Marie Dorin          | 20:06,5    | 0 (0+0) |
| 04    | RUS  | Anna Bulygina        | 20:07,7    | 0 (0+0) |
| 05    | KAZ  | Jelena Chrustaljowa  | 20:20,4    | 0 (0+0) |
| 06    | FRA  | Marie-Laure Brunet   | 20:23,3    | 0 (0+0) |
| 07    | RUS  | Olga Saizewa         | 20:23,4    | 0 (0+0) |
| 08    | BLR  | Darja Domratschawa   | 20:27,4    | 0 (0+0) |
| 09    | NOR  | Ann Kristin Flatland | 20:29,7    | 1 (0+1) |
| 10    | UKR  | Oksana Chwostenko    | 20:38,9    | 0 (0+0) |
| …     |      |                      |            |         |

Datum: 13. Februar 2010, 13:00 Uhr

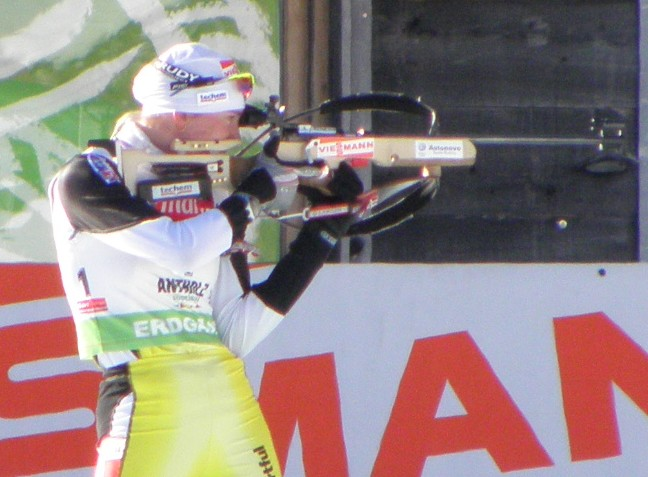
Anastasiya Kuzmina gewann Gold im Sprint und Silber in der Verfolgung

Totalanstieg: 84 m, Maximalanstieg: 25 m, Höhenunterschied: 27 m
89 Teilnehmerinnen aus 31 Ländern, davon 87 in der Wertung
Olympiasiegerin 2006:  Florence Baverel-Robert

Weltmeisterin 2009:  Kati Wilhelm
Im Dezember 2017 wurde die ursprünglich neuntplatzierte Teja Gregorin wegen Dopings vom IOC disqualifiziert.

### Verfolgung 10 km
| Platz | Land | Sportlerin           | Zeit (min) | Fehler      |
| ----- | ---- | -------------------- | ---------- | ----------- |
| 01    | GER  | Magdalena Neuner     | 30:16,0    | 2 (0+0+1+1) |
| 02    | SVK  | Anastasiya Kuzmina   | 30:28,3    | 2 (0+1+1+0) |
| 03    | FRA  | Marie-Laure Brunet   | 30:44,3    | 0 (0+0+0+0) |
| 04    | SWE  | Anna Carin Olofsson  | 30:55,4    | 1 (1+0+0+0) |
| 05    | NOR  | Tora Berger          | 31:07,2    | 0 (0+0+0+0) |
| 06    | RUS  | Anna Bulygina        | 31:08,1    | 1 (0+1+0+0) |
| 07    | RUS  | Olga Saizewa         | 31:20,3    | 2 (0+1+1+0) |
| 08    | NOR  | Ann Kristin Flatland | 31:33,3    | 1 (1+0+0+0) |
| 09    | GER  | Andrea Henkel        | 31:40,5    | 3 (1+0+1+1) |
| 10    | KAZ  | Jelena Chrustaljowa  | 31:42,1    | 3 (1+0+1+1) |
| …     |      |                      |            |             |

Datum: 16. Februar 2010, 10:30 Uhr

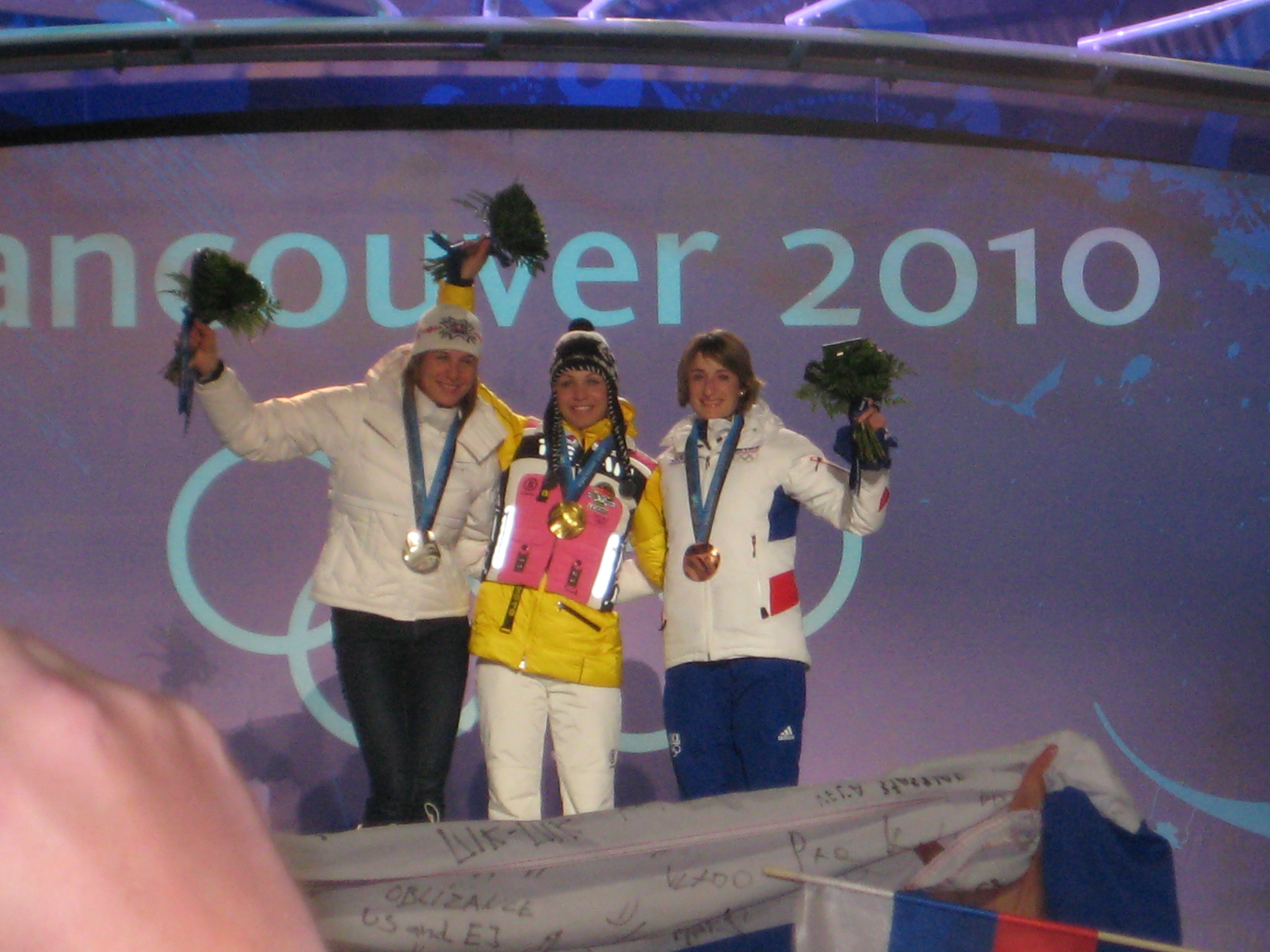
Die Medaillengewinnerinnen der Verfolgung bei der Siegerehrung (v. l. n. r.): Anastasiya Kuzmina, Magdalena Neuner, Marie-Laure Brunet

Totalanstieg: 330 m, Maximalanstieg: 25 m, Höhenunterschied: 27 m
60 Teilnehmerinnen aus 24 Ländern, davon 56 in der Wertung
Olympiasiegerin 2006:  Kati Wilhelm

Weltmeisterin 2009:  Helena Jonsson
Im Dezember 2017 wurde die zunächst neuntplatzierte Teja Gregorin wegen Dopings vom IOC disqualifiziert.

### Einzel 15 km
| Platz | Land | Sportlerin           | Zeit (min) | Fehler      |
| ----- | ---- | -------------------- | ---------- | ----------- |
| 01    | NOR  | Tora Berger          | 40:52,8    | 1 (0+0+0+1) |
| 02    | KAZ  | Jelena Chrustaljowa  | 41:13,5    | 0 (0+0+0+0) |
| 03    | BLR  | Darja Domratschawa   | 41:21,0    | 1 (0+1+0+0) |
| 04    | GER  | Kati Wilhelm         | 41:57,3    | 1 (0+0+1+0) |
| 05    | POL  | Weronika Nowakowska  | 41:57,5    | 1 (0+0+0+1) |
| 06    | GER  | Andrea Henkel        | 42:32,4    | 2 (0+0+1+1) |
| 07    | POL  | Agnieszka Cyl        | 42:32,5    | 1 (0+1+0+0) |
| 08    | UKR  | Oksana Chwostenko    | 42:38,6    | 0 (0+0+0+0) |
| 09    | BLR  | Ljudmila Kalintschyk | 42:39,1    | 1 (0+1+0+0) |
| 10    | GER  | Magdalena Neuner     | 42:42,1    | 3 (1+2+0+0) |

Datum: 18. Februar 2010, 10:00 Uhr

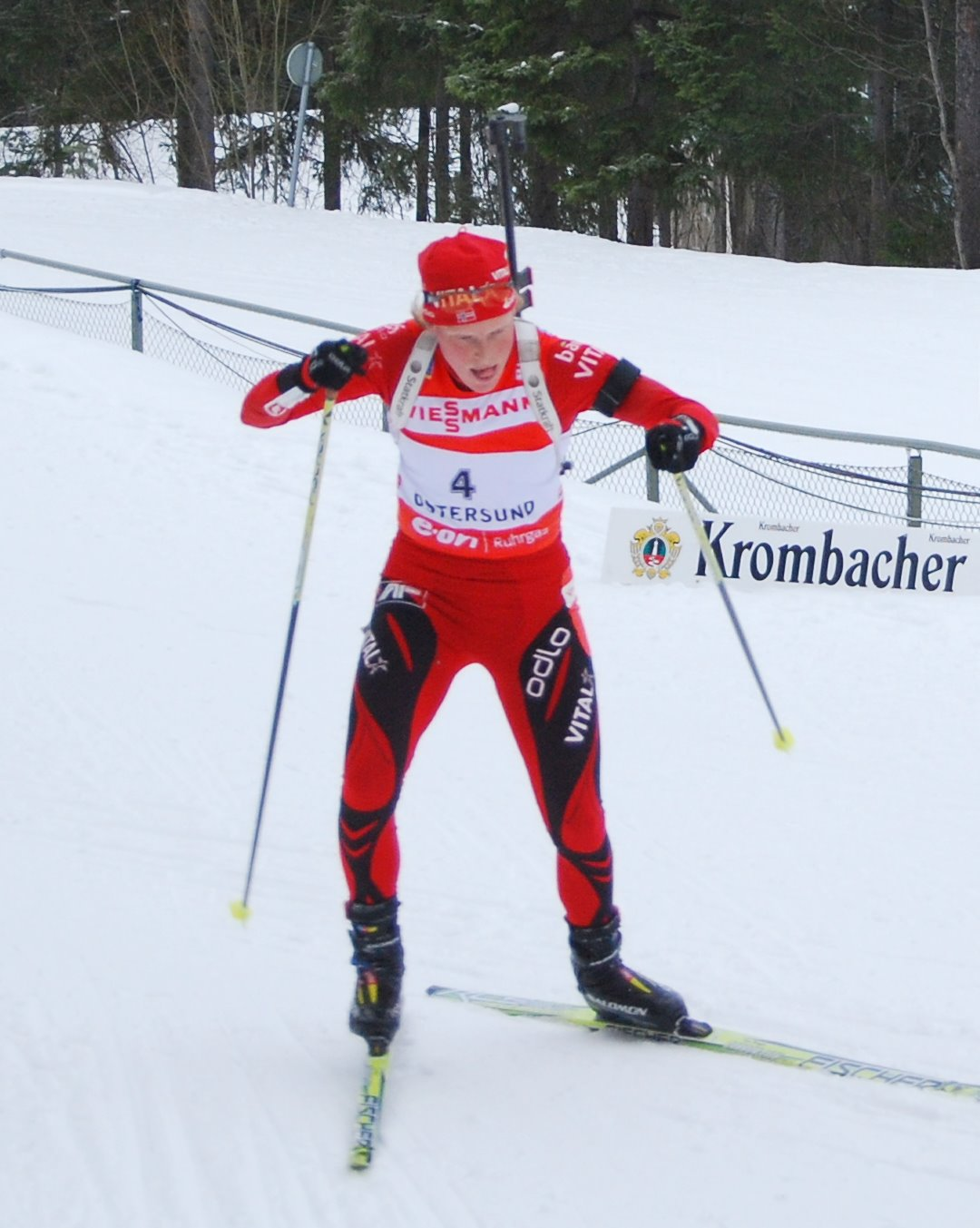
Einzelolympiasiegerin Tora Berger

Totalanstieg: 535 m, Maximalanstieg: 40 m, Höhenunterschied: 41 m
87 Teilnehmerinnen aus 31 Ländern, davon 85 in der Wertung
Olympiasiegerin 2006:  Swetlana Ischmuratowa

Weltmeisterin 2009:  Kati Wilhelm
Mit diesem Sieg gewann Tora Berger die 100. Goldmedaille für Norwegen bei Olympischen Winterspielen.

### Massenstart 12,5 km
| Platz | Land | Sportlerin           | Zeit (min) | Fehler      |
| ----- | ---- | -------------------- | ---------- | ----------- |
| 01    | GER  | Magdalena Neuner     | 35:19,6    | 2 (1+0+1+0) |
| 02    | RUS  | Olga Saizewa         | 35:25,1    | 1 (0+0+1+0) |
| 03    | GER  | Simone Hauswald      | 35:26,9    | 2 (0+0+2+0) |
| 04    | RUS  | Olga Medwedzewa      | 35:40,8    | 0 (0+0+0+0) |
| 05    | BLR  | Darja Domratschawa   | 35:53,2    | 1 (0+0+1+0) |
| 06    | FRA  | Sandrine Bailly      | 36:02,0    | 2 (0+0+2+0) |
| 07    | SVK  | Anastasiya Kuzmina   | 36:02,9    | 3 (1+1+1+0) |
| 08    | GER  | Andrea Henkel        | 36:13,5    | 1 (1+0+0+0) |
| 09    | SWE  | Helena Jonsson       | 36:15,9    | 2 (1+1+0+0) |
| 10    | NOR  | Ann Kristin Flatland | 36:16,0    | 4 (0+2+1+1) |
| …     |      |                      |            |             |

Datum: 21. Februar 2010, 13:00 Uhr

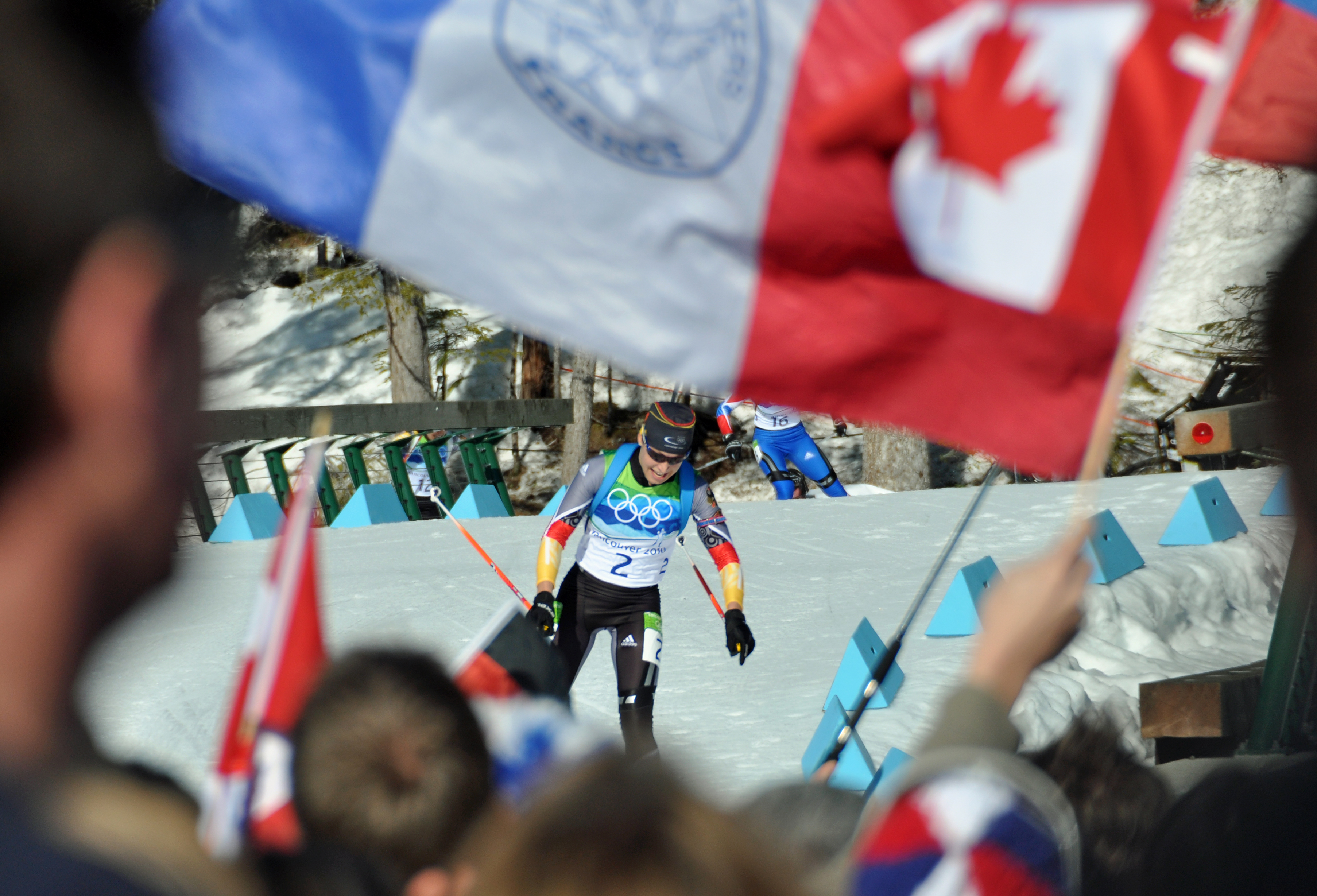
Nach Sieg in der Verfolgung und Platz zwei im Sprint gab es im Massenstart noch einmal Gold für Magdalena Neuner

Totalanstieg: 420 m, Maximalanstieg: 25 m, Höhenunterschied: 27 m
30 Teilnehmerinnen aus 12 Ländern, davon 29 in der Wertung
Olympiasiegerin 2006:  Anna Carin Olofsson

Weltmeisterin 2009:  Olga Saizewa
Im Dezember 2017 wurde die ursprünglich fünftplatzierte Teja Gregorin wegen Dopings vom IOC disqualifiziert.

### Staffel 4 × 6 km
| Platz | Land Sportlerinnen                                                                                  | Zeit (h)  | Strafrunden + Nachlader                 |
| ----- | --------------------------------------------------------------------------------------------------- | --------- | --------------------------------------- |
| 01    | Russland 0000Swetlana Slepzowa 0000Anna Bogali-Titowez 0000Olga Medwedzewa 0000Olga Saizewa         | 1:09:36,3 | 0+2 0+3 0+0 0+0 0+1 0+1 0+0 0+0 0+1 0+2 |
| 02    | Frankreich 0000Marie-Laure Brunet 0000Sylvie Becaert 0000Marie Dorin 0000Sandrine Bailly            | 1:10:09,1 | 2+4 0+4 0+0 0+2 0+0 0+1 2+3 0+1 0+1 0+0 |
| 03    | Deutschland 0000Kati Wilhelm 0000Simone Hauswald 0000Martina Beck 0000Andrea Henkel                 | 1:10:13,4 | 0+2 0+3 0+1 0+0 0+0 0+0 0+1 0+1 0+0 0+2 |
| 04    | Norwegen 0000Liv-Kjersti Eikeland 0000Ann Kristin Flatland 0000Solveig Rogstad 0000Tora Berger      | 1:10:34,1 | 0+1 0+2 0+0 0+2 0+0 0+0 0+1 0+0         |
| 05    | Schweden 0000Elisabeth Högberg 0000Anna Carin Olofsson 0000Anna Maria Nilsson 0000Helena Jonsson    | 1:10:47,2 | 0+2 0+1 0+0 0+1 0+0 0+0 0+2 0+0 0+0 0+0 |
| 06    | Ukraine 0000Olena Pidhruschna 0000Walentyna Semerenko 0000Oksana Chwostenko 0000Wita Semerenko      | 1:11:08,2 | 0+2 0+6 0+0 0+1 0+1 0+3 0+1 0+0 0+0 0+2 |
| 07    | Belarus 0000Ljudmila Kalintschyk 0000Darja Domratschawa 0000Wolha Kudraschowa 0000Nadseja Skardsina | 1:11:34,0 | 0+1 0+2 0+1 0+1 0+0 0+1 0+0 0+0         |
| 08    | Volksrepublik China 0000Wang Chunli 0000Liu Xianying 0000Kong Yingchao 0000Song Chaoqing            | 1:12:16,9 | 0+2 0+6 0+1 0+2 0+1 0+1 0+0 0+3 0+0 0+0 |
| 09    | Rumänien 0000Dana Cojocea 0000Éva Tófalvi 0000Mihaela Purdea 0000Réka Forika                        | 1:12:32,9 | 0+1 0+6 0+0 0+1 0+0 0+2 0+1 0+3 0+0 0+0 |
| 10    | Italien 0000Michela Ponza 0000Katja Haller 0000Karin Oberhofer 0000Roberta Fiandino                 | 1:12:54,2 | 0+4 0+3 0+1 0+1 0+0 0+0 0+0 0+1 0+3 0+1 |
| …     | |           |                                         |

Datum: 23. Februar 2010, 11:30 Uhr
Totalanstieg: 4 × 198 m, Maximalanstieg: 25 m, Höhenunterschied: 27 m
19 Staffeln am Start, davon 18 in der Wertung
Olympiasiegerinnen 2006:  RUS Anna Bogali-Titowez, Swetlana Ischmuratowa, Olga Saizewa, Albina Achatowa

Weltmeisterinnen 2009:  RUS Swetlana Slepzowa, Anna Bulygina, Olga Medwedzewa, Olga Saizewa
Im Dezember 2017 wurde die ursprünglich achtplatzierte slowenische Staffel vom IOC wegen Dopings der teilnehmenden Teja Gregorin disqualifiziert.

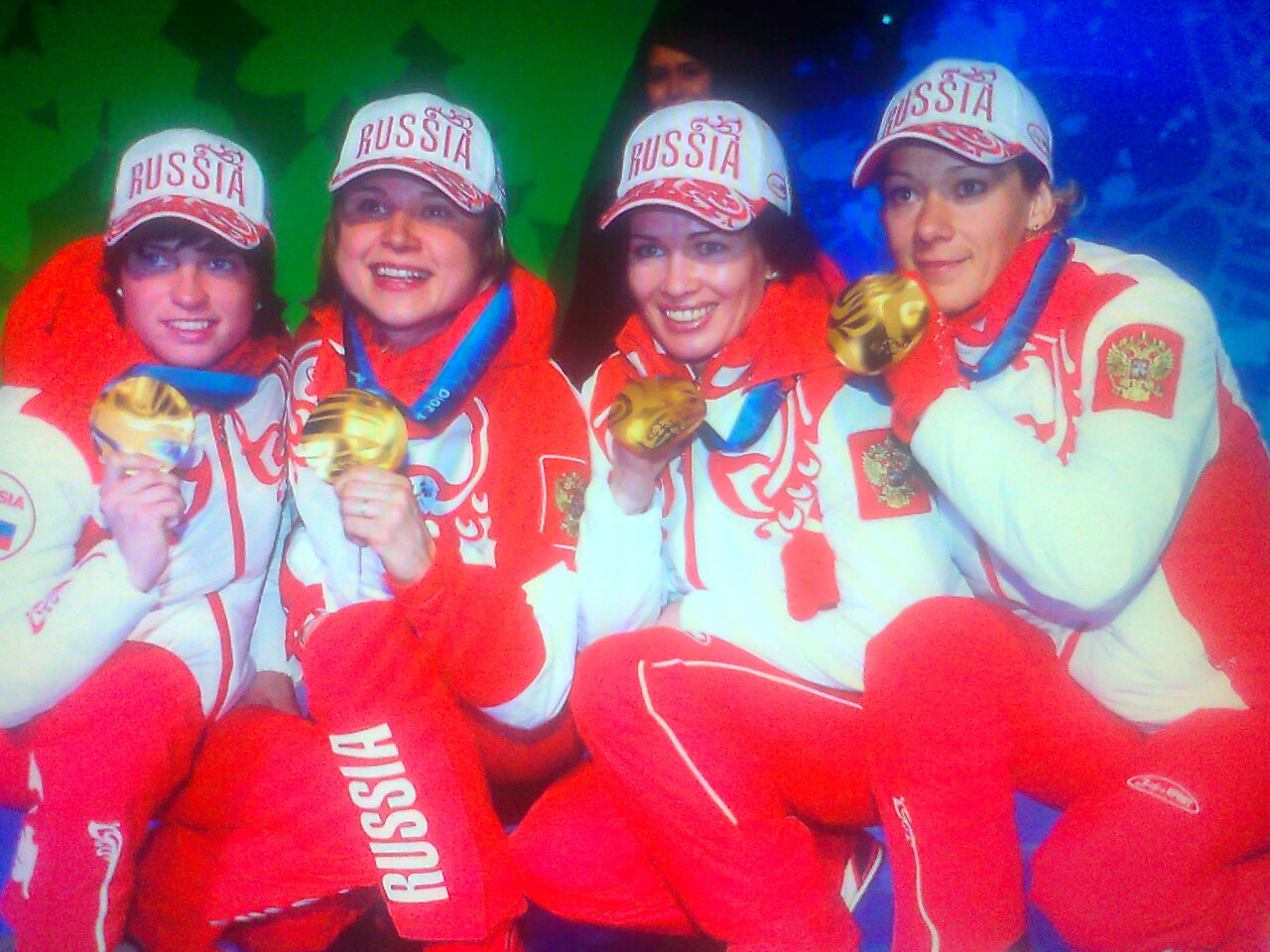
Die russischen Staffelolympiasiegerinnen (v. l. n. r.):
Swetlana Slepzowa, Anna Bogali-Titowez, Olga Medwedzewa (frühere Olga Pyljowa), Olga Saizewa